# Železni križec
Želézni krížec (nemško Eisernes Kreuz) je bilo vojaško odlikovanje Prusije, Nemškega cesarstva in Tretjega rajha, ki ga je ustanovil pruski kralj Friderik Viljem III. in ga prvič podelil 10. marca 1813. Križec se podeljuje samo v času vojne in naj bi izviral iz simbolov nemških križarjev med letoma 1074 in 1270. Križec so podeljevali v času napoleonskih vojn, francosko-pruske vojne, prve in druge svetovne vojne. Od maja 1945 križca niso več podeljevali.
Čeprav je železni križec še vedno pogosto tesno povezan s predstavo nacistične Nemčije, je križec take oblike (ne pa odlikovanje samo) še vedno simbol nemških oboroženih sil (Bundeswehr).

## Oblika in izgled
Križec je oblikoval pruski neoklasicistični arhitekt Karl Friedrich Schinkel na osnovi simbolov nemških križarjev. Križec je preproste zasnove in je na videz zelo podoben malteškemu, s kraki, ki se od sredine proti konicam rahlo širijo. Osnovna barva križca je črna, obdaja pa ga srebrn rob. Začetna odlikovanja so bila izdelana iz pobarvanega železa (od tod ime), kasneje pa so ta material zamenjale druge kovine (po navadi kositer).

## Prvi križec (1813)
Prvi križec je imel na prvi strani v stičišču krakov vlito hrastovo listje, na vrhu zgornjega kraka krono in pod njo črki FW, začetnici ustanovitelja križca (Friedrich Wilhelm). Na dnu spodnjega kraka pa letnico ustanovitve odlikovanja, 1813. Križec je bil podeljevan v treh stopnjah:
- križec druge stopnje
- križec prve stopnje
- Veliki križec železnega križca (nemško: Großkreuz des Eisernen Kreuzes ali samo Großkreuz)

Križec druge stopnje za vojaške osebe je bil oblikovan tako, da je visel s črnega traku z dvema tankima belima črtama, za civiliste pa so bile barve na traku zamenjane.
Križec prve stopnje je bil oblikovan v obliki priponke, predpogoj za podelitev tega križca pa je bil pred tem (ali sočasno) podeljen križec druge stopnje.
Veliki križec je bil rezerviran le za generale.
Križec je bil ustanovljen in podeljevan za zasluge v boju v napoleonskih vojnah.

## Drugi križec (1870)
Drugič v zgodovini je bil križec podeljevan za pogum v Francosko-pruski vojni (leta 1870), podeljeval pa ga je pruski kralj Viljem I. Križec je bil podeljevan v istih treh stopnjah kot križec iz leta 1813, rahlo je bil spremenjen le njegov izgled. Hrastovo listje je zamenjala velika črka W, izbrisani sta bili kratici FW na zgornjem kraku, na spodnjem pa je bila letnica 1813 zamenjana z letnico 1870. Originalni izgled križca iz leta 1813 je postal zadnja stran križca iz leta 1870. Trakovi in način nošenja tega križca so ostali nespremenjeni.

## Tretji križec (1914)
Tretji križec je ostal v vsem enak kot križec iz leta 1870, podeljevan pa je bil za zasluge v prvi svetovni vojni. Ustanovil ga je nemški kralj Viljem II.
Pri tem križcu se prvič pojavi dodatna oznaka za nosilce križca iz leta 1870, ki jim je bil podeljen tudi križec v isti stopnji iz leta 1914. Ta oznaka (nemško: Spange) se je pripela na trak križca (pri drugi stopnji) ali nad križec (pri prvi stopnji).

## Četrti križec (1939)
Pri tem križcu pride do bistvene spremembe v zunanjem izgledu. Z zadnje strani izgine vse razen letnice ustanovitve prvega križca. Na prvi strani pa je na spodnji strani napisana letnica 1939, na sredini pa je pri tem križcu simbol nacizma, svastika. Črno in belo barvo Prusije je na trakcu zamenjala rdeča barva Nemčije, ki naj bi ponazarjala tudi kri padlih nacistov pri Hitlerjevem boju za oblast. Trakec je postal tako na sredini rdeče barve, ob straneh ga je obdajal tanek bel pas, ki mu je sledil enako debel črn rob (glej sliko).
Križec za civiliste pa v času Tretjega rajha ni obstajal.
Križec se je podeljeval v dveh osnovnih stopnjah:
- Železni križec druge stopnje (na traku)
- Železni križec prve stopnje  (na priponki)

Prav tako sta obstajali dodatni priponki (Spange) za nosilce križca iz leta 1914 (različni glede na stopnji).
Veliki križec je bil sicer tudi ponovno ustanovljen, a ga je prejel le Hermann Göring, na novo pa je bil ustanovljen Viteški križec (nemško: Ritterkreuz des Eisernen Kreuzes ali samo Ritterkreuz). Ta se je podeljeval v naslednjih stopnjah:
- Viteški križec železnega križca (Ritterkreuz des Eisernen Kreuzes)
- Viteški križec železnega križca s hrastovimi listi (mit Eichenlaub)
- Viteški križec železnega križca s hrastovimi listi in meči (mit Eichenlaub und Schwertern)
- Viteški križec železnega križca s hrastovimi listi, meči in diamanti (mit Eichenlaub, Schwertern und Brillianten)
- Viteški križec železnega križca z zlatimi hrastovimi listi, meči in diamanti

Ta križec se je nosil pripet s trakom na ovratnik, tako da je visel na prsih pod brado, na enak način kot Veliki križec.

## Izvedba 1957
Leta 1957 je tedanja zahodno-nemška vlada sprejela zakon, po katerem je bilo nosilcem železnega križca dovoljeno nositi to odlikovanje z odstranjeno svastiko. Namesto nje so izdelali replike, ki so imele namesto nje na sredini spet hrastovo listje, kot izvirni križec iz leta 1813. 